# Ungureni (Bacău)
Ungureni é uma comuna romena localizada no distrito de Bacău, na região de Moldávia. A comuna possui uma área de 86.38 km² e sua população era de 3903 habitantes segundo o censo de 2007.